# おてつだいネットワークス
株式会社おてつだいネットワークスとは、東京都品川区に本社を置く、フルキャストグループの企業。求人サイト「おてつだいネットワークス」を運営する。

## 概要
2006年に株式会社ロケーションバリューによりサービスが開始、2011年5月26日、事業部を独立化させ株式会社おてつだいネットワークスを設立した。
2012年4月27日、フルキャストホールディングスがロケーションバリューから全株式を取得し子会社となる。

## 求人サービス

### サービス概要
携帯電話の位置情報サービスを利用して、近くの求人情報を提供している。「いま人手が欲しい」企業と「いま時間がある」利用者をつなげる超短期求人情報サービス。1日2～3時間の仕事が多く、このような短期アルバイトのことを独自に「おてつだい」と呼んでいる。
おてつだいネットワークスでは求職者のことを「働き手」、企業の採用担当者のことを「募集企業様」と、独特な用語で呼んでいる（以前は働き手のことを「ワーカー」、募集企業様のことを「依頼者」と呼んでいた）。また、おてつだいネットワークスでは、働き手や募集企業様によるお互いの客観的な指標を採用している。仕事の勤務態度や求人の掲載情報の信頼性などによって、お互いが評価をし合い、客観的な求人情報と労働者の情報を提供している。
飲食店の求人が目立つが、軽作業やチラシ配り、イベント関係の仕事も存在する。掲載されている業界は飲食店が最も多く、次にコンビニエンスストア、引越業と続いている。
2008年7月、「モバイルプロジェクト・アワード2008 モバイルソリューション部門優秀賞」を受賞。
現在、登録している働き手は約55万人（2017年07月現在）。
求人募集は約9万5,000件（2012年07月）。

## 沿革
- 2006年4月 - 株式会社ロケーションバリューが「おてつだいネットワークス」運用開始。
- 2008年7月 - モバイルプロジェクト・アワード2008 モバイルソリューション部門 優秀賞を受賞[8]。
- 2011年5月 - 運営会社が、ロケーションバリュー完全子会社の株式会社おてつだいネットワークスとなる。
- 2012年4月 - おてつだいネットワークスが株式会社フルキャストホールディングスの子会社となる。
- 2014年1月 - 代表取締役が移動し、坂元 隆祥が就任する[9]。

## テレビ番組
- 日経スペシャル ガイアの夜明け 人手が足りない… ～揺れる外食チェーンに秘策は?～（2008年7月1日、テレビ東京）[10] - 若者たちの働く意識を取材。